# Documentales por M+
Documentales por M+ es un canal de televisión por suscripción español, propiedad de Telefónica, que emite en exclusiva en la plataforma Movistar Plus+. Su programación se destaca por emitir exclusivamente documentales.

## Historia
En julio de 2023, Movistar Plus+ anunció una remodelación completa de su oferta televisiva, que implicaba tanto la desaparición de algunos canales como la creación de otros, como Documentales por M+.
El día 1 de agosto, comenzó sus emisiones en pruebas en la plataforma emitiendo un bucle de continuidad.

## Disponibilidad
En España, el canal está disponible en exclusiva en Movistar Plus+, en el dial 30, en alta definición para clientes de fibra. También está disponible como canal de emisión lineal en el servicio de video bajo demanda, para clientes de Fusión como de Movistar Plus+ Lite.